# Seddon Atkinson
Pour les articles homonymes, voir Seddon et Atkinson.

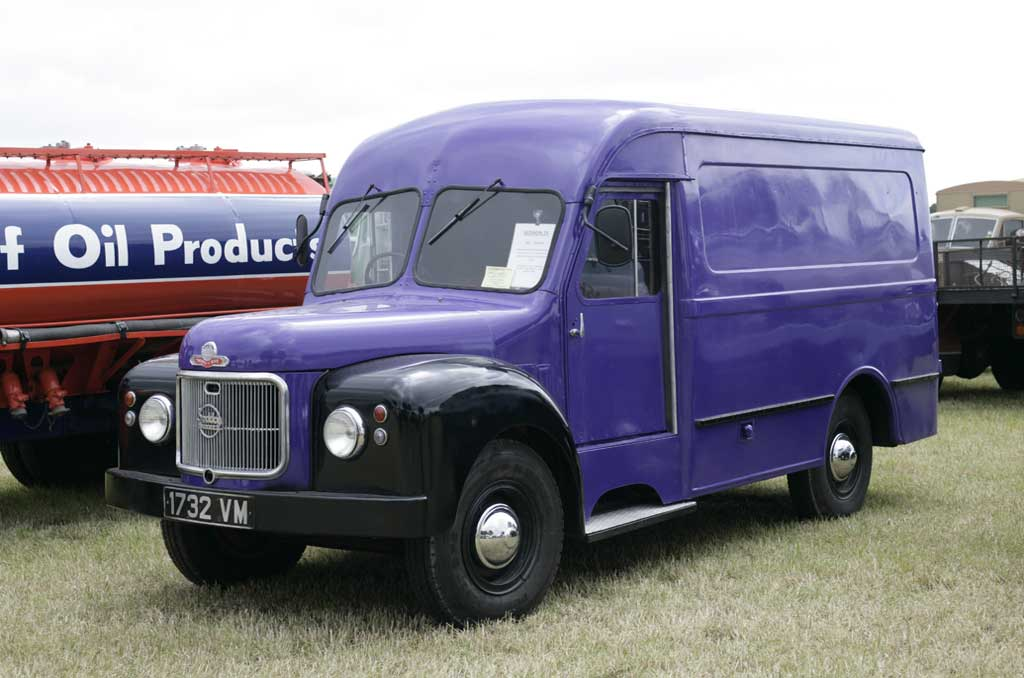
Camionnette Seddon Atkinson des années 1960

Seddon Atkinson était un constructeur britannique de camions et d'autobus implanté à Oldham, dans le comté du Grand Manchester, en Angleterre.
La société a été créée en 1970 lors du rachat de Atkinson Vehicles Ltd par Seddon Diesel Vehicles Ltd. Rachetée par le groupe américain International Harvester en 1974, IH cède Seddon-Atkinson Ltd à l'espagnol ENASA pour une £ivre symbolique au titre de dédommagement après la rupture des accords passés en 1980. En 1990, IVECO, la filiale poids lourds du groupe Fiat, rachète le groupe ENASA qui comprend les marques espagnoles Pegaso et SAVA ainsi que l'anglais Seddon-Atkinson Ltd. Toutes ces marques vont disparaître, intégrées dans IVECO, Pegaso en 1993 et Seddon Atkinson en 2006. Seddon Atkinson, devenue la division anglaise d'IVECO a poursuivi la fabrication de certains produits très spécifiques pour le marché britannique, en adaptant des véhicules IVECO standards, jusqu'en 2006.
Les derniers modèles produits sont : EuroMover, Pacer et Strato.

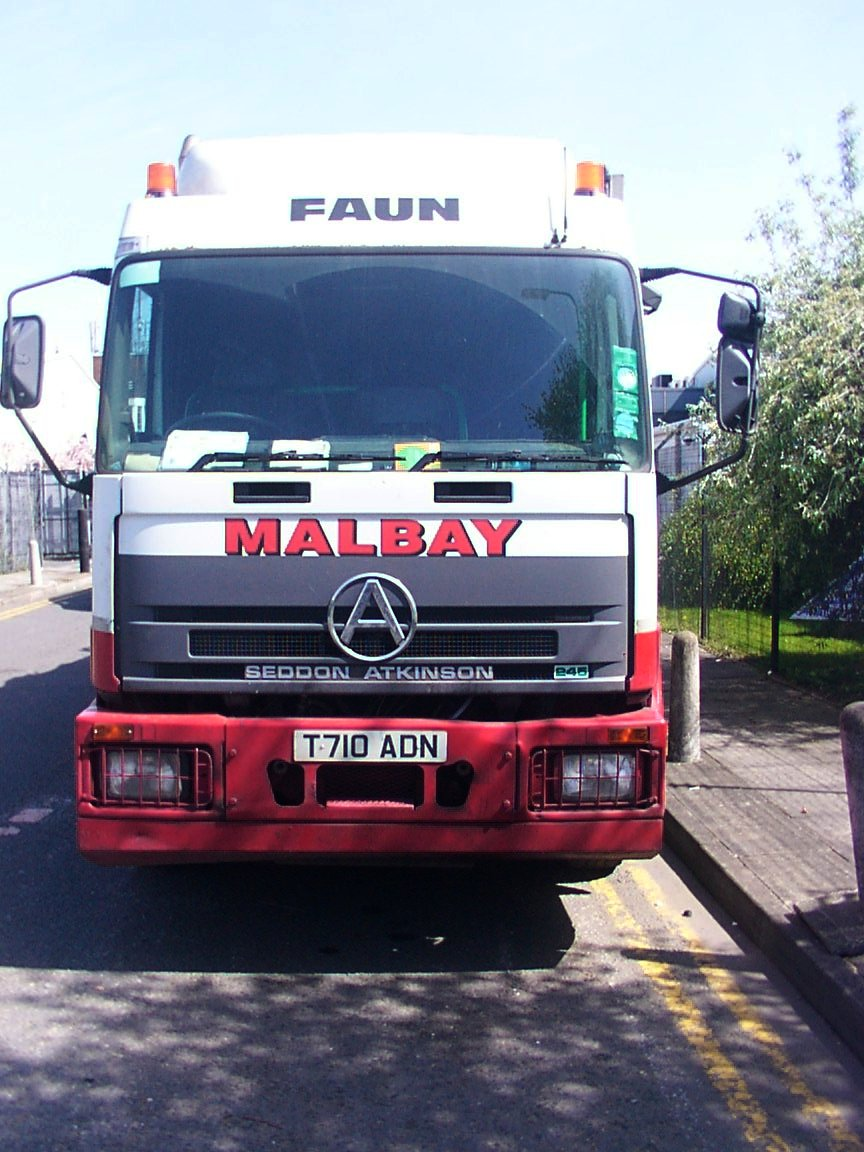
Seddon Atkinson 245 / IVECO EuroTech

## Histoire

### Atkinson
La société Atkinson & Co. a été fondée en 1907 par deux frères, Edward Atkinson (1880–1932) et Henry Birch Atkinson (1882–1921) avec l'aide de leur beau-père George Hunt (1870–1950), à Preston, la ville du coton et capitale administrative du comté de Lancashire. C'était une petite entreprise de réparations de wagons et de locomotives à vapeur. 
À partir de 1912, l'entreprise déménage à Kendal Street et le nombre d'employés passe à 20. Un deuxième atelier de réparations est ouvert à Liverpool. Très vite, l'entreprise acquiert une solide réputation dans le nord de l'Angleterre pour la qualité de ses prestations.
Avec le déclenchement de la Première guerre mondiale en 1914, la demande de transports augmente considérablement, l'Angleterre doit pallier les insuffisances de son système ferroviaire. Les frères Atkinson décident de se lancer dans la construction d'un camion. En 1916, ils présentent le premier véhicule Atkinson de 6 tonnes à quatre roues équipé d'un moteur à vapeur qui connait un rapide succès dans l'immédiat après-guerre. Les frères Atkinson, sentant son potentiel, achètent un terrain pour construire un nouvel atelier de production. À partir de 1918, Atkinson dispose de modèles compétitifs en termes de prix et de performances. Henry Atkinson décède subitement en 1921 et son frère Edward dirige seul la société, la production culmine à trois unités par semaine avec un effectif de cent cinquante personnes.

### Le déclin de la vapeur
Edward Atkinson avait une haute vision de la "vapeur" mais n'a pas pris conscience que la baisse des ventes, à partir du milieu des années 1920 allait s'accélérer. Il va même racheter la division camions à vapeur de Leyland Motors Ltd en 1926, puis celle de MANN en 1929. La société va connaître de sérieuses difficultés. Edward Atkinson tombe malade et décide d'abandonner la production de véhicules à vapeur en 1929 après avoir fabriqué 545 modèles Atkinson. La fin de l'ère glorieuse de la vapeur avait sonné. Edward Atkinson décède en 1932 et la société est rachetée l'année suivante par un garagiste de Londres, W. G. Allen qui devient ainsi Président de Atkinson Lorries Ltd jusqu'à son décès en 1949. En 1933, Leylans Motors prend une participation de 15% dans le capital de Atkinson Lorries Ltd et va la conserver jusqu'en 1970, date du rachat de la société par Seddon et la création de Seddon-Atkinson Vehicles Ltd.

### Les camions Atkinson (1933–69)
La formule retenue lors de la réorganisation de la société en 1933, était similaire à celle qui animait les principaux constructeurs de camions anglais de l'époque comme Seddon, ERF, Rutland (Motor Traction) : il vaut mieux assembler des composants ayant fait leurs preuves que chercher à les fabriquer soi-même. C'est ainsi que les châssis Atkinson sont équipés de moteurs "L. Gardner & Sons", d'une boîte de vitesses David Brown Ltd. et d'essieux arrière "Kirkstall Forge Engineering". Durant la Seconde guerre mondiale, les moteurs Gardner ont été utilisés exclusivement pour du matériel militaire à l'exception des autobus à impériale Guy Arab. La société Atkinson a été sanctionnée par le Ministère de la Production (Ministry of War Production) pour avoir vendu à des civils des véhicules équipés de moteurs AEC 7,58 litres de cylindrée. La nationalisation des compagnies de transports routiers en 1948 a beaucoup affecté Atkinson car la plupart de ses clients sont des transporteurs du secteur privé qui ont été nationalisés.
Dès le début des années 1950, les transporteurs ont voulu disposer de moteurs plus puissants – à l'époque, Gardner ne produisait que des moteurs d'une puissance maximale de 120 ch - alors Atkinson installe un moteur Daimler de 10 650 cm3 développant une puissance de 150 ch dans un châssis rigide à 8 roues non articulé. Des moteurs Rolls-Royce et Cummins ont également été proposés. En 1957, Gardner a présenté un moteur de 150 ch, en 1966 un moteur de 180 ch et, en 1970, un moteur de 240 ch.

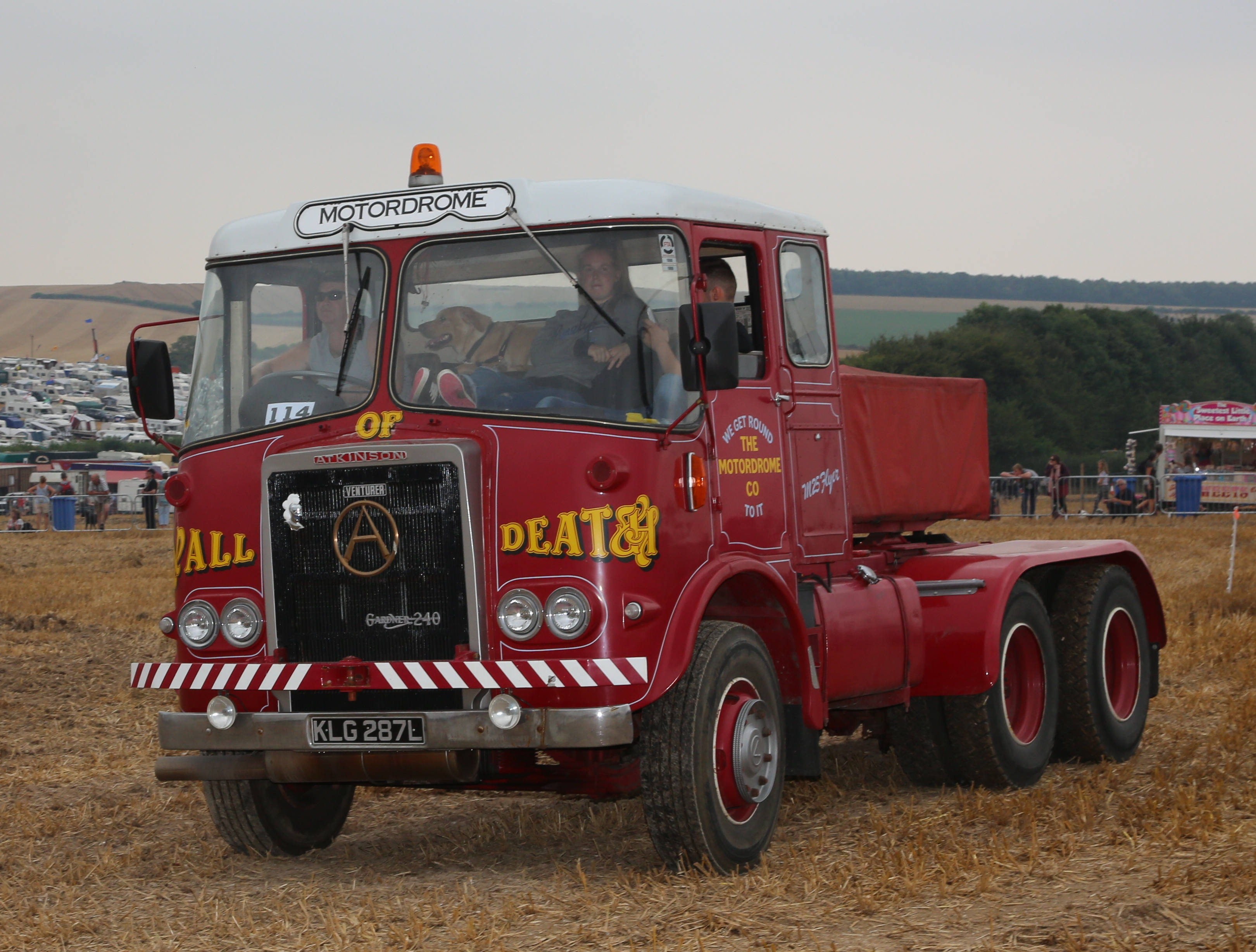
Tracteur Atkinson Leader 6x4 (1972) modifié pour ressembler au Venturer

En 1958, à la suite d'un changement de la réglementation, Atkinson conçoit une cabine en fibre de verre, baptisée Mk I, remplaçant la précédente en bois dur et métal sur les modèles de production standard. Elle comportait deux pare-brise fixes et non pas des verres plats traditionnels à ouverture. La première série ne comportait qu'un seul phare. Il faut attendre 1963 pour que le véhicule nommé "De luxe" soit équipé de deux phares, ce qui est devenu une caractéristique d'Atkinson. 

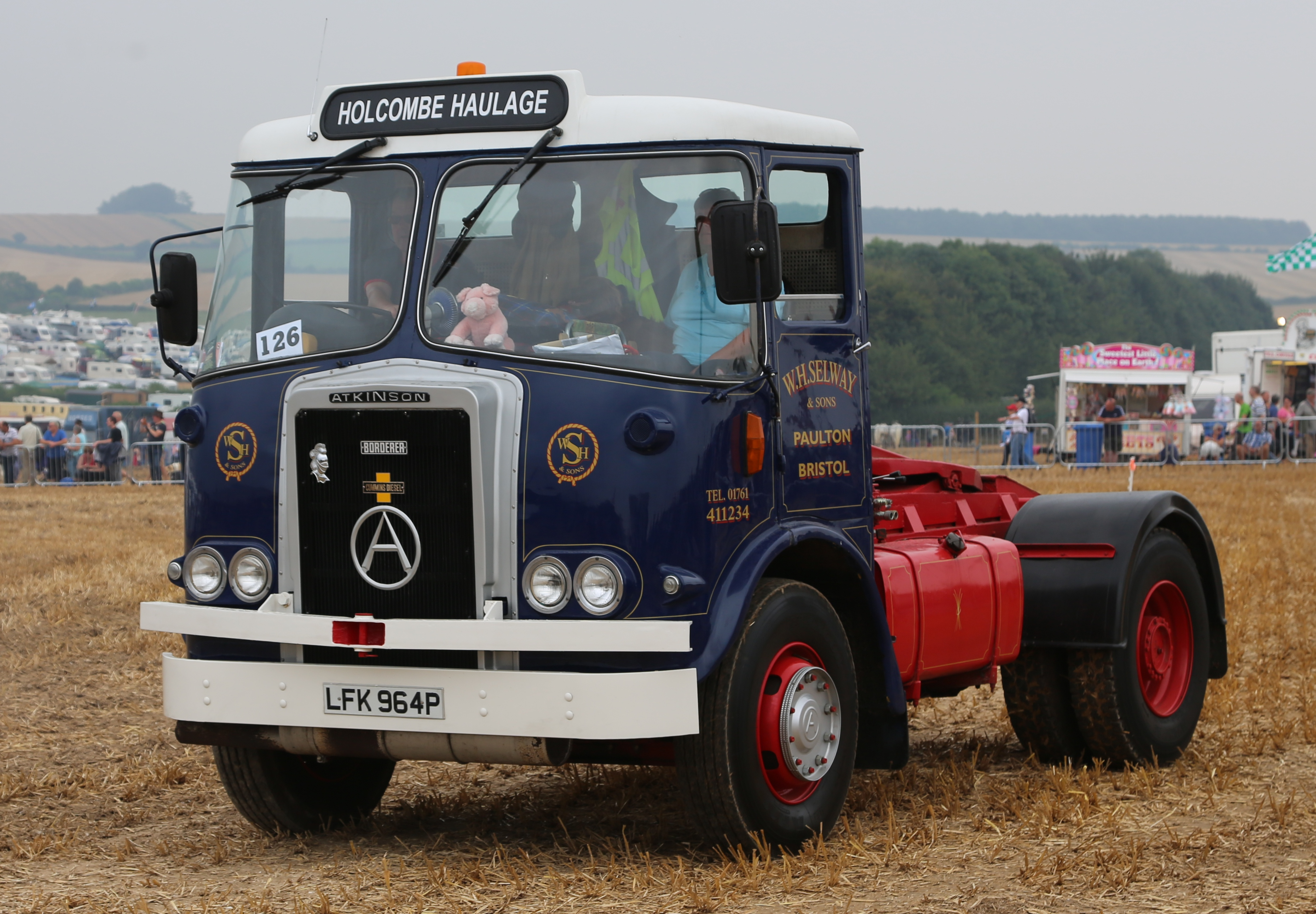
Tracteur Atkinson Borderer (1975)

À partir de 1968, la cabine standard Mk I en fibre de verre est rajeunie. Elle conserve la tête de cavalier "Kight's Head" sur le radiateur avec la célèbre lettre "A" dans son cercle qui fait office de logo de la marque. Cette cabine est montée sur les derniers modèles de la marque dont les appellations ont été inventées par Frank Whalley, responsable de la communication à l'époque. Le modèle le plus diffusé, le tracteur 4x2 "Borderer", le tracteur 3 essieux "Leader" et la version porteur "Searcher" ainsi que le 4 essieux "Defender". Le tracteur lourd à 3 essieux a été baptisé "Venturer" alors que le porteur 4x2 n'a jamais été dénommé officiellement mais appelé "Raider".

### Les autobus Atkinson (1953–64)
En 1948, le constructeur d'autobus "Bristol Commercial Vehicles", filiale de Bristol Tramways est nationalisée au sein de "Tilling Group", un des deux conglomérats qui contrôlaient presque tous les principaux opérateurs de bus au Royaume-Uni. Après une loi votée par le parti conservateur, le Transport Act 1947, Bristol C.V. n'a plus pu vendre ses autobus à un transporteur qui n'appartienne pas à 100 % à la British Transport Commission. Cette situation a perduré jusqu'en 1965.
Jusqu'en 1948, un des principaux clients de Bristol C.V. était la compagnie privée "North Western Road Car Company" de Stockport. En 1950, après le dernier autobus Bristol livré, la compagnie achète des autobus Leyland Titan et Leyland Royal Tiger PSU mais ces véhicules accusaient un poids et une consommation de carburant très élevés, un freinage peu performant et un prix d'achat exagéré. C'est pourquoi la direction de North Western a cherché un véhicule équivalent au "Bristol LS" disposant d'une construction légère et d'un moteur Gardner monté sous le plancher. Pas convaincue par les modèles Guy Arab et Daimler Freeline, bien qu'équipés de moteurs Gardner, elle contacte Atkinson pour lui commander de construire un autobus selon leurs propres spécifications. Ce sera le premier modèle de la marque, l'Atkinson Alpha, mis en service en août 1951. 

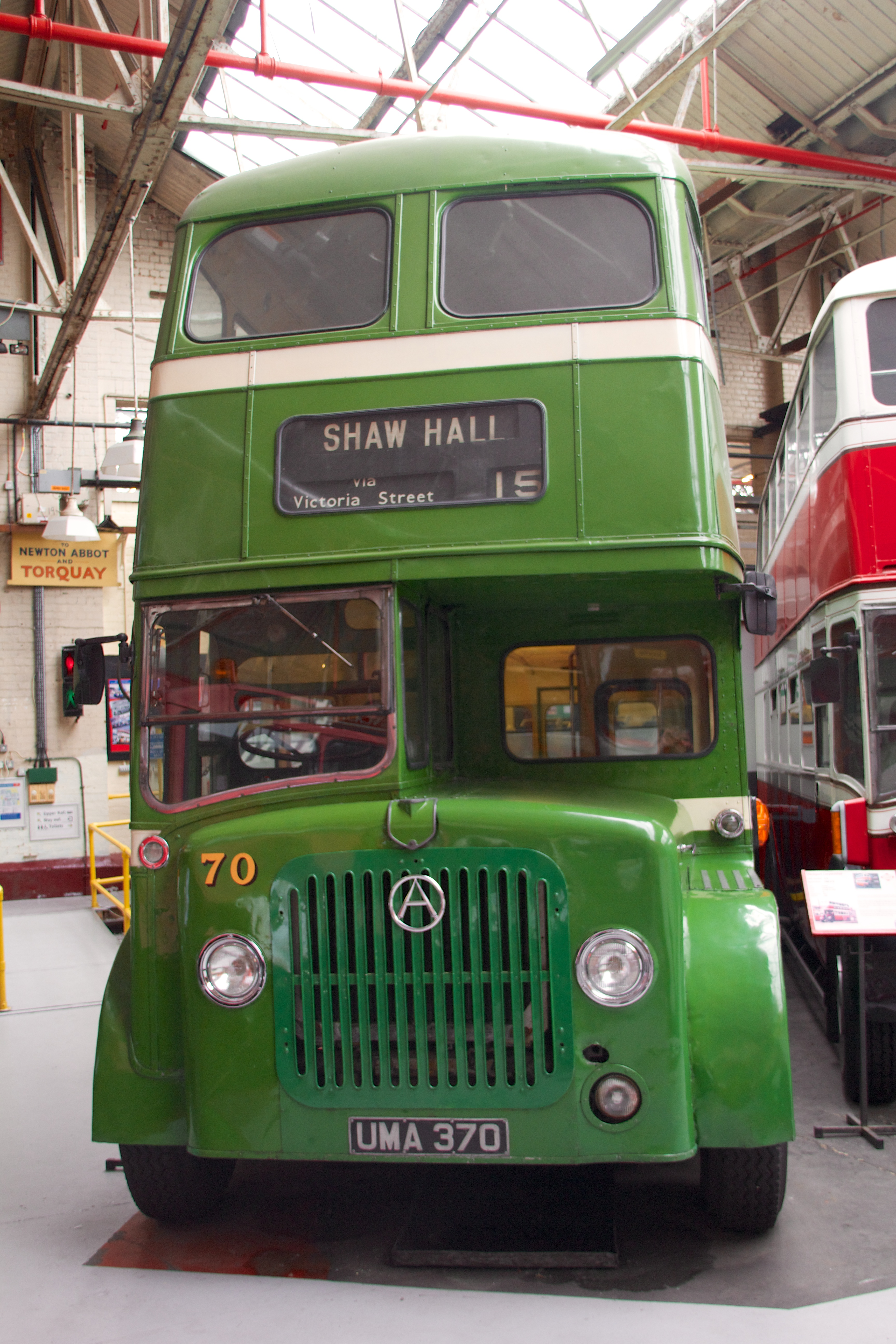
Autobus à impériale Atkinson conservé au Greater Manchester Transport Museum.

Vu que Daimler et Guy Motors vendaient des autobus à impériale équipés de moteurs Gardner, la direction d'Atkinson décide d'investir ce créneau. Au Salon de l'Automobile Commerciale d'Earls Court de 1954, deux autobus à impériale Atkinson sont exposés. le premier est un simple châssis motorisé, le second est un autobus complet de 60 places avec une porte d'accès centrale commandé par la compagnie "Stalybridge, Hyde, Mossley & Dukinfield Tramways & Electricity Board" (SHMD). Cet autobus, immatriculé UMA 370, est conservé et exposé au Musée des Transports de Manchester. C'est le premier autobus à impériale équipé d'une boîte de vitesses épicycloïdale à action directe à commande électrique Self-Changing Gears (SCG). Après ce prototype, Atkinson n'a jamais plus fabriqué de châssis double-decker.
Pas loin de l'usine Seddon de Oldham, l'usine Atkinson a assemblé la série Seddon Atkinson 400 avec le premier lot du nouveau modèle "401", avant d'être fermée en 1981. L'usine d'Oldham est restée en service jusqu'à la fin de l'année 2004, date à laquelle la production a été transférée en Espagne dans l'usine IVECO de Madrid. 

### Seddon
En 1919, après leur démobilisation à la suite de la Première Guerre mondiale, Robert et Herbert Seddon, fils d'un boucher de Salford, achètent un Char à bancs Commer. Durant la semaine, ils l'utilisent pour transporter des marchandises et le weekend pour organiser des excursions. Foster, un ami laitier de la famille et partenaire commercial, s'associe pour créer la société Foster & Seddon pour réparer des véhicules et exploiter un service d'autobus entre Swinton et Salford. En 1937, Robert Seddon se lance dans la fabrication de son propre véhicule à moteur diesel.
Présenté pour la première fois au "Scottish Motor Show" de Glasgow en 1938, le châssis de camion Seddon de 6 tonnes avec cabine avancée et un moteur diesel 6 cylindres à injection indirecte Perkins, pesant moins de 2,5 tonnes à vide, il est autorisé à rouler à 48 km/h (30 mph) contrairement à la plupart des camions avec un charge utile comparable. Comme ses concurrents, les petits constructeurs Maudslay et ERF, Seddon Motors Ltd a poursuivi son activité durant la Seconde guerre mondiale, contrairement aux constructeurs plus importants comme Leyland Motors, AEC ou Albion Motors qui ont dû consacrer toutes leurs capacités de production pour l'effort de guerre.
Après avoir déplacé ses ateliers de Woodstock Works à Oldham en 1948, Seddon Diesel Vehicles voit sa production passer de une à deux unités par semaine à plus de dix. Le premier châssis pour autobus de la marque est présenté, le Mark IV. La société se développe et commence à exporter ses nouveaux modèles Mark IV & VI, surtout dans les pays du Commonwealth. Comme la plupart de ses concurrents, Atkinson Lorries, ERF ou Motor Traction (Rutland), Seddon est un constructeur de petits utilitaires et camions qui achète et assemble des composants extérieurs. Jusqu'au milieu des années 1950, la production d'autobus par Seddon est très faible ce qui le rend quasiment absent du marché britannique des autobus et autocars. La marque veut combler son retard et lance les autobus Mark 10 & 11 équipés de moteurs Perkins verticaux de 80 et 107 ch, montés sous le plancher, alors que tous les autobus concurrents disposaient de moteurs horizontaux placés sous le plancher. Ces modèles ont connu un grave échec commercial. À la fin des années 1950, Seddon lance le Mark 18, équipé d'un moteur Perkins de 80 ch, monté verticalement dans le porte à faux arrière. Il a été principalement vendu en Australie et en Nouvelle-Zélande, avec des carrosseries locales. À partir de 1966, Seddon modifie radicalement la nomenclature de ses modèles. La gamme des autobus prend le nom de "Pennine". 

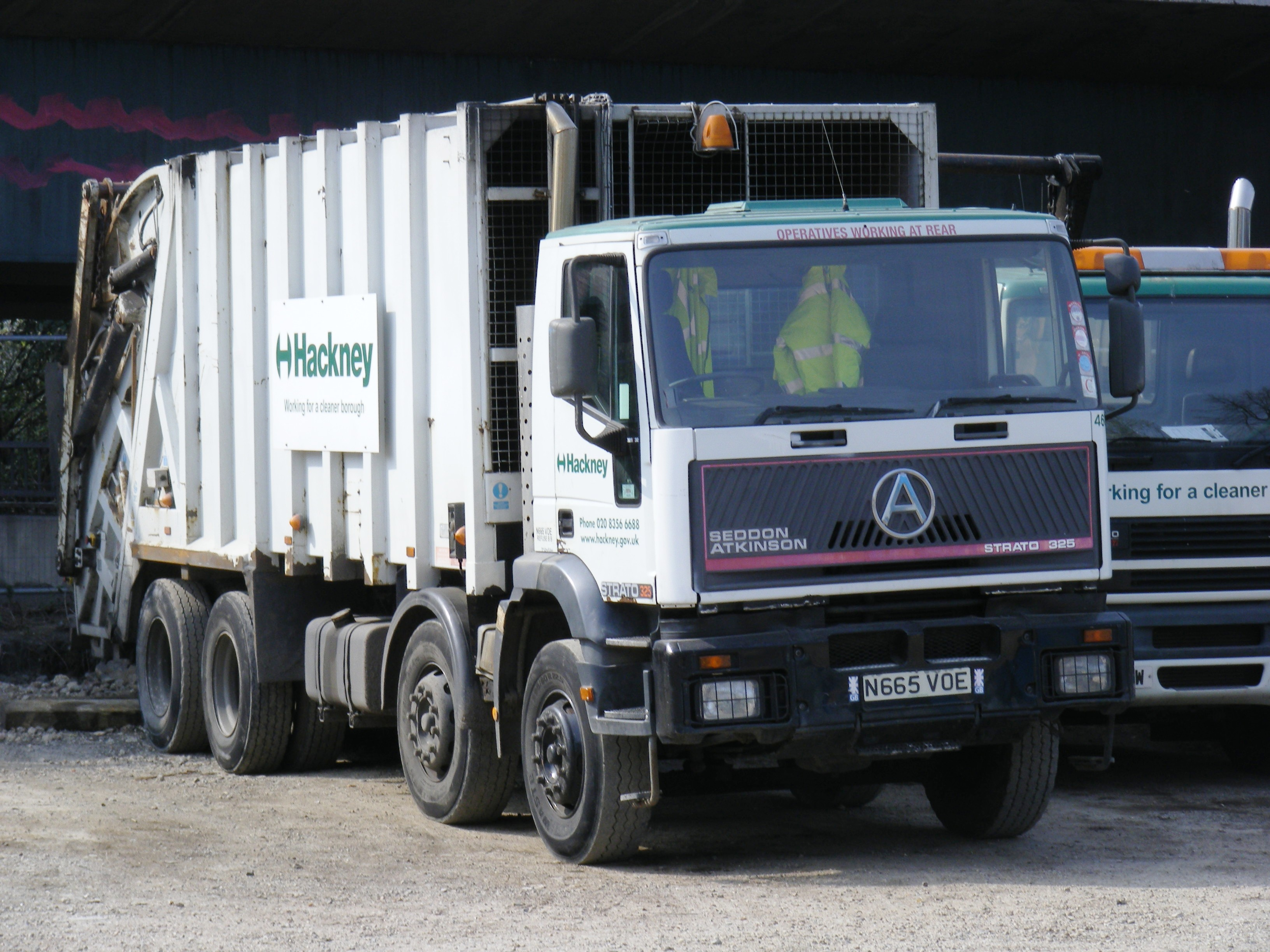
Camion Iveco-Seddon Atkinson Strato 8x4

En 1970, Seddon rachète son concurrent Atkinson Lorries pour former Seddon Atkinson. En 1974, International Harvester rachète Seddon Atkinson puis la cède en 1981, pour une £ivre symbolique, à Pegaso au titre de dédommagements pour avoir rompu leur accord de coopération industrielle signé en 1980. Enfin, à la suite de la privatisation des entreprises d'État engagée par le gouvernement espagnol en 1989, l'INI a vendu le groupe Pegaso à IVECO, la filiale poids lourds du groupe Fiat. Les derniers camions sous la marque Seddon Atkinson ont été construits à Oldham en 2004. La production d'autobus et d'autocars a cessé en 1983 après la livraison des derniers modèles Pennine 7.

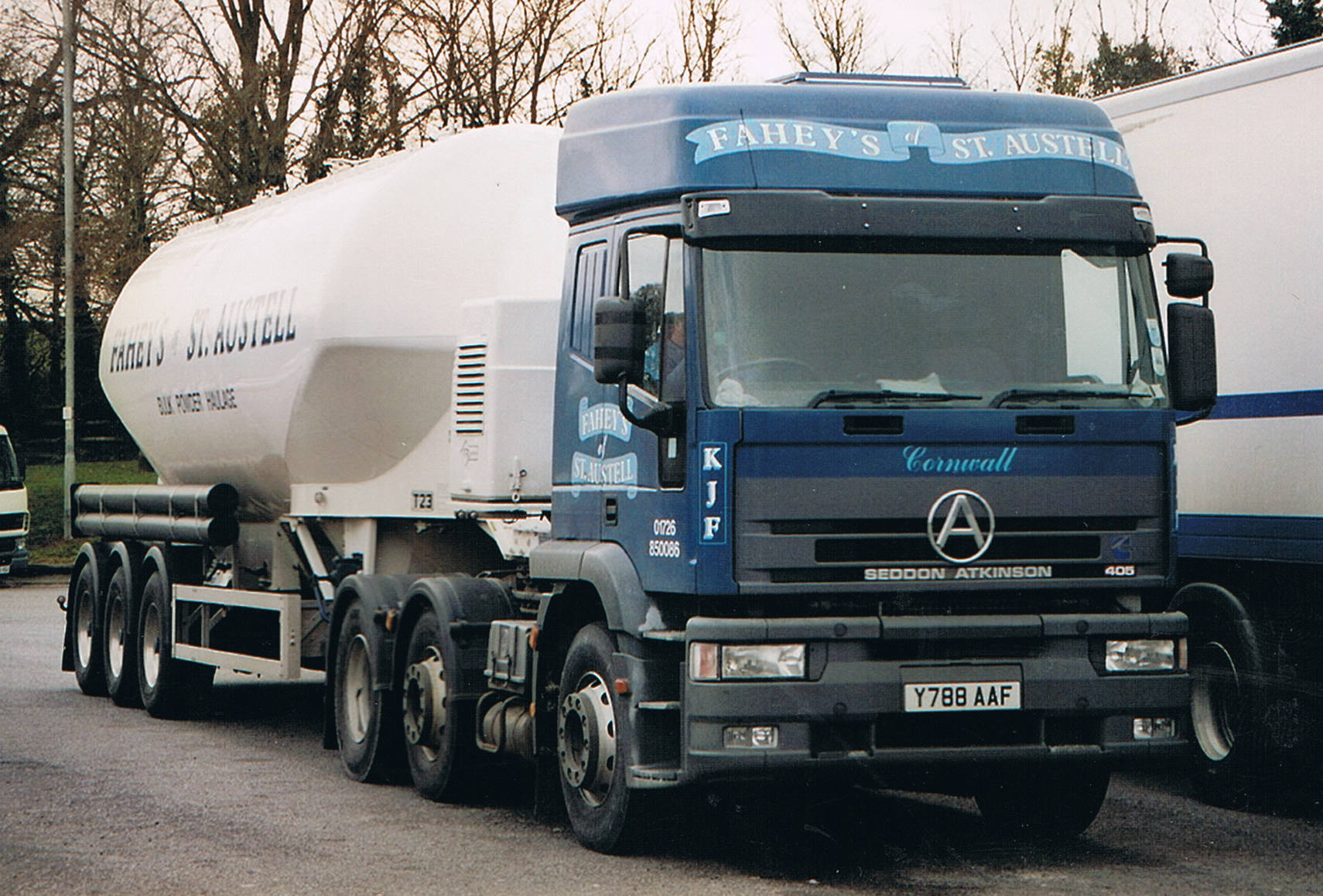
Tracteur Seddon Atkinson 215 - Iveco EuroTech 6x2/2

Les productions Seddon Atkinson se sont toujours distinguées par la présence, sur la grille du radiateur, d'un grand A placé dans un cercle, faisant office de logo.